# Yūki Shimada
Yūki Shimada (japanisch 島田 祐輝 Shimada Yūki; * 18. November 1986 in der Präfektur Saitama) ist ein ehemaliger japanischer Fußballspieler.

## Karriere
Shimada erlernte das Fußballspielen in der Universitätsmannschaft der Komazawa-Universität. Seinen ersten Vertrag unterschrieb er 2009 bei Mito HollyHock. Der Verein spielte in der zweithöchsten Liga des Landes, der J2 League. Für den Verein absolvierte er 109 Ligaspiele. Danach spielte er bei ReinMeer Aomori FC und Vonds Ichihara. Ende 2016 beendete er seine Karriere als Fußballspieler.